# 土佐弁
土佐弁（とさべん）は、高知市を始め、高知県（旧土佐国）の中部・東部で話される日本語の方言である。四国方言に分類される。高知県西部の方言は中部・東部との違いが大きく、幡多弁と呼ばれる。

## 概説・区画
高知県の方言は、大きく西部方言と東部・中部方言に分けられる。
- 西部方言 – 四万十市・土佐清水市・宿毛市・大月町・三原村・黒潮町（旧佐賀町を除く）・四万十町（旧窪川町を除く）・檮原町 [1][2]。東京式アクセント。「幡多方言」「幡多弁」と言う。幡多弁を参照。
- 東部・中部方言 – 上記以外の地域。京阪式アクセントまたは垂井式アクセント。「土佐方言」「土佐弁」と言う[3]。本項で解説する。

四国方言は北四国方言（徳島県・香川県・愛媛県）と南四国方言（高知県）の二区分、あるいはさらに四国西南部方言（高知県西部・愛媛県南部）を分けて三区分される。高知県は徳島・香川・愛媛との間に四国山地が横たわり交通の障害となったこともあり、四国方言のなかでも独自の位置にある。
東部の室戸市から東洋町にかけての沿岸部は、徳島県の阿波弁や近畿方言の影響を受けている。

## 音声・音韻・アクセント
母音は丁寧に発音されてほとんど無声化しない。u音は、やや奥舌で唇の緊張を伴う円唇母音である。連母音のeiをはっきりと保存している。
例：「計算」の発音
（土佐弁）「ケイサン」
（標準語、関西弁）「ケーサン」
高齢層では、ガ行子音g、ダ行子音dの前に、入り渡り鼻音[ ̃]が挿入される。例：[ka ̃gami]（鏡）、[ha ̃daka]。高齢層では「じ」と「ぢ」、「ず」と「づ」の四つ仮名を区別する。「じ」は[ʒi]、「ぢ」は[dʒi]、[ ̃dʒi]、[ ̃di]、「ず」は[zu]、「づ」は[dzu]、[ ̃dzu]、[ ̃du]のように発音して区別する。また「つ」も[tu]と発音される場合がある。
「し」が「い」になる場合がある（イ音便）。
例：「どうした」→「どういた」　「そして」→「そいて」　「あした（明日）」→「あいた」
土佐以外の四国方言や近畿方言では、「手」を「てー」、「血」を「ちー」と発音するなど一音節語が長音化する傾向にあるが、土佐弁ではこの傾向は弱い。ただし「木」「手」などアクセントの分類で第3類に属する語（きが、てが、のように発音するもの）は、長音化する場合がある。一方、近年は四国他県や近畿圏との相互交流の拡大やメディア等で近畿方言を耳にする機会も増え、若年層を中心に一音節語全体の長音化が顕著になりつつある。
アクセントは、北部（山間部・嶺北地域）に垂井式アクセントが分布する以外は京阪式アクセントで、徳島県沿岸部・和歌山県田辺市近辺と同様、近畿中央部よりも伝統的な京阪式アクセント(おおよそ室町時代辺りの京都アクセントと同一のもの)を保持する。

## 文法・表現法

### アスペクト
土佐弁では英語のような完了アスペクト（相）と進行アスペクトの区別がある。完了には連用（音便）形＋「ちゅー・ちょる・ちょう」、進行には連用形＋「ゆー・よる・よう」を用いる。
たとえば「宿題やった?」という問いに対して、副詞などに頼ることなく、以下のように答え分けることができる。
- 現在進行的なアスペクトの例：

（土佐弁）「やりゆうき」
（標準語）「（今）やっているよ」
- 現在完了的なアスペクトの例：

（土佐弁）「やっちゅうき」
（標準語）「（もう）済ませているよ」

「（し）よった」ならば過去進行の、「（し）ちょった」ならば過去完了のアスペクトとなる。完了アスペクトが明示できるというのは西日本方言によくある特徴である。
「死ぬ」「消える」のような瞬間的な変化を表す動詞では、「死にゆう」「消えゆう」のように進行アスペクトを用いると「…しそうになっている」という意味を表す。存在動詞「ある」の進行アスペクトでは、一定期間の存続を表す。

### 命令・依頼・禁止
動詞連用形で命令を表すことができ、命令形よりも柔らかな表現となる。「行きや」「見（ー）や」のように、「や」が付くことが多い。「…してください」にあたる敬語の補助動詞として、「-ておーせ・とーせ・とーぜ」を使う。
「行かれん」（行くな）、「見られん」（見るな）など、動詞未然形＋「れん・られん」で、禁止を表す。阿波弁や伊予弁にも同様の表現がある。
（土佐方言）「いかんちや、せられん」
（東京方言）「ダメだよ、やっちゃダメ」
また、「行きな」「見な」「しな」「食べな」など、動詞連用形＋「な」でも優しい禁止を表す。北四国や近畿方言でも同様の表現がある。
東京方言等で使用される「しな」は「せよ」に近く、意味として真逆となる為注意が必要となる。

### 推量
「はれるろー」（晴れるだろう）、「たかいろー」（高いだろう）など、活用語の終止形＋「ろー」で、推量を表す。「ろー」は「らむ」に由来する。また、「あっつろー」（あっただろう）、「たかかっつろー」（高かっただろう）など、活用語の連用形＋「つろー」で完了の推量を表す。
「-にかーらん」で、「-らしい」という推量を表す。「まるで…のようだ」のような比況にも用いられる。
（土佐弁）「あの店はラーメン屋に変わっちゅうにかあらん」
（標準語）「あの店はラーメン屋に変わったらしい」
※「-に違いない」のようなニュアンスも含む。

### 否定
「行かん」「見ん」「寝ん」「来ん」「せん」など、動詞の未然形＋「ん」で否定を表す。「行きやせん」（行きはしない）、「見やせん」（見はしない）のようにも言う。
強調的な否定表現として、「行かなー」「書かなー」のような言い方もある。
過去の否定には「行かざった」（行かなかった）、「行きゃーせざった」（行きはしなかった）のように「ざった」が使われるほか、若年層で「行かんかった」「行きゃーせんかった」のように「んかった」が使われる。
「-しないで…/-しないまま…」という否定の接続には、「行かんと」「行かんづく」のような、「んと」「づく」「づつ（に）」の形が用いられる。

### 可能
可能表現には、「書ける」「見れる」のような可能動詞（五段活用動詞以外はいわゆるら抜き言葉）や、「よー書く」「よー見る」のような「よー…する」形式を用いる。西日本方言ではこの二つを状況可能と能力可能で使い分ける地域があるが、土佐弁ではこの区別はなく、同じ意味でどちらも用いられる。土佐弁では可能動詞に「れ」を挿入して、「書けれる」「書けれれる」、「見れれる」のように言う場合がある。不可能を表すには、これらの否定形である「書けん」「書けれん」「書けれれん」「よー書かん」のような形を用いる。
（土佐弁）「むつかしゅうてようせん」
（標準語）「難しくてできない」

### 動詞
二拍の一段活用動詞は、連用形の場合に、「きーた」（着た）、「きーて」（着て）、「ねーた」（寝た）、「ねーて」（寝て）のように長音化する。
ワ行・マ行・バ行五段活用動詞の連用形は、ウ音便形となる（マ行・バ行は高齢層のみ）。例えば、「のーだ」（飲んだ）、「とーだ」（飛んだ）など。またサ行五段活用動詞の連用形にはイ音便が現れる。例えば、「かくいた」（隠した）など。

### 助詞
「の」にあたる準体助詞に、「が」が用いられる。疑問文および平叙文の終助詞としても用いられる。富山弁などにもよく似た用法がある。
（土佐弁）安いがを買う
（標準語）安いのを買う
（土佐弁）「えいが?」「かまんが!」「そうなが?」
（標準語）「いいの?」「いいの!」「そうなの?」
「から」「ので」にあたる順接の接続助詞は、「きに」「きん」「き」「け（ー）」「けん」を使う（例文は下記に数例あるので参照のこと）。逆接の接続助詞には「けんど」を使う。
終助詞で土佐弁に特徴的なものとしては、「ちや」「ぜよ」「ぞね」「のーし」「ねや」などがある。
土佐弁と言えば、世間では語尾に「ぜよ」を付けるイメージがあるが実際には「ぜよ」は殆ど使用されず「がや」「がぁやきぃ」を付ける事の方が多い。
- ～ちゃあ＋否定語（この構文では「ちゃあ」は疑問詞の後につき、標準語の「も」に相当）

（土佐弁）「誰っちゃあおりゃあせん」「なんちゃあない」
（標準語）「誰もいやしない」「何でもないよ」

## 語彙

### 人称代名詞
- おら（男の一人称　話者は高齢者、最近はあまり使わない）

（土佐弁）おらんくの池には潮吹く魚がおよぎよる。（よさこい節）
（標準語）私の家の池には潮吹く魚が泳いでいる。
- わし（男の一人称）

（土佐弁）わしんくの子は、川へあいをおさえにいったでよ。
（標準語）私の家の子供は、川へ鮎を捕りに行ったよ。
- 僕らぁー（男の一人称　複数でも単数でも使用、最近は複数形での使用が一番多い。「等(ら)」が由来）

（土佐弁）僕らぁーは、山へいたどり採りにいっちょった。
（標準語）僕(達)は、山へいたどりを採りに行っていた。
- あて（女の一人称　話者は高齢者、最近はあまり使わない。大阪弁の「わて」と同じく、古語の「わたい」が由来。)

（土佐弁）あてらぁーの時は、きーの値がしよったきに仕事があったで。
（標準語）私達の時代は、木の値段が高かったので仕事があったよ。
- うち（女の一人称）

（土佐弁）うちんくのたーは、年がいてよう作らんきに、いのす植えたぞね。
（標準語）私の家の田んぼは、高齢になって耕作できないので、柚子を植えたのよ。
- おまん（男女二人称単数）：「ら（ー）」をつけると複数

（土佐弁）おまんらーご飯食べー。
（標準語）お前達ご飯を食べなさい。
- おんし（男の二人称）

（土佐弁）おんしゃー何しよりゃーよ?（非難の気持ちがある）
（標準語）お前は何をしているんだ?
- われ（男の二人称）

（土佐弁）わしんくの子らはまだ帰らんが、われんとこの子はかえってきちゅうがかよ。
（標準語）私の家の子供達はまだ帰ってこないが、あんたのところの子は帰ってきているのかい。
- おまさん（目上の人に使う二人称）

（土佐弁）おまさん、のうが悪いろう。
（標準語）あなた、具合が悪いでしょう。

### 名詞、動詞、形容詞など
- 親族語など
  - おとやん、おとう、おとん（おとうさん）
  - おかやん、おかあ、おかん（おかあさん）
  - おんちゃん（おじさん）
  - おばちゃん（おばさん）
  - じんま（じじい）
  - ばんば（ばばあ）
- おどろく（目が覚める）

（土佐弁）「おとろしい夢を見たきに夜中におどろいたがよ」
（標準語）「恐ろしい夢を見たので夜中に目が覚めたのよ」
- かく（（重いものを）もちあげる）

※「駕籠かき」の「かき」である。
- ごくどう（怠惰者）
- ばー（～くらい）[20]

　　こればー・こんばー・こっぱー（これぐらい）
　　そればー・そんばー・そっぱー（それぐらい）
　　あればー・あんばー・あっぱー（あれぐらい）
　　どればー・どんばー・どっぱー（どれぐらい）
　　なんぼばー（いくらぐらい）
　　「20cmばぁあったらえいと思うで（20cmくらいあったら良いと思うよ）」
- ひーとい（一日）

中央では廃れた古語「一日（ひとひ）」からの転訛。

### その他の言い回しなど
- 能が悪い

（土佐弁）この道具は能が悪い。
（標準語）この道具は「使い勝手」が悪い
- 用意しておく

（土佐弁）かまえちょく/かまえちょう
（標準語）用意しておきます

## 土佐弁に関連した人物・作品など
小説
- 海がきこえる - 氷室冴子原作。ほぼ全編にわたって土佐弁が話されている。スタジオジブリによってアニメ化されている。
- 炎の蜃気楼
- 竜馬がゆく
- 県庁おもてなし課

映画
- 鬼龍院花子の生涯 - 主役の夏目雅子が「なめたらいかんぜよ～」と言っている。「いかんぜよ～」であり、「あかんぜよ～」ではない。
- 死国 - 映画、小説ともに全編にわたって土佐弁が話されている（映画版では一部伊予弁が混じる）
- MAZE
- 君が踊る、夏

ドラマ
- スケバン刑事 - 主人公『麻宮サキ』が使っていたので有名。
- 歌姫
- 龍馬伝
- JIN-仁- - 坂本龍馬役の内野聖陽の土佐弁が話題に。
- らんまん
- あんぱん

漫画
　お〜い！竜馬
- 土佐の一本釣り - 青柳裕介の左記作品は、土佐久礼（中土佐町）が舞台。
- たいようのマキバオー
- 銀魂 - 元攘夷志士で今は快援隊リーダー坂本辰馬が土佐弁で喋る。
- GO DA GUN - ヒロインである桜花雪が高知県出身で土佐弁を喋る。
- 亡き少女の為のパヴァーヌ - 室戸香美が土佐弁を喋る。
- 江戸川コナン - コナン（新一）の母親工藤有希子、土佐弁を含む日本各地の方言もマスターしている。
- シャコタン☆ブギ
- きんこん土佐日記
- ツルモク独身寮 - 主人公、宮川正太が高知出身で、本編や回想で喋るシーンがある。
- サムライせんせい - 主人公の武市半平太や、坂本竜馬など土佐勤皇党の関係者が現代の平成にタイムスリップされるシュールコメディで、土佐弁で話すシーンが多々ある。

アニメ
- ハートキャッチプリキュア! - 敵キャラクターの一人「クモジャキー」が土佐弁で喋る。
- 爆走兄弟レッツ&ゴー!! WGP - オーストラリア代表ARブーメランズが土佐弁で話す。
- 47都道府犬 -  声優バラエティー SAY!YOU!SAY!ME!内で放映された短編アニメ。郷土の名産をモチーフにした犬たちが登場する。高知県は、土佐犬がモチーフの高知犬として登場し、「友達がおらんぜよ」「怖がっちゅーみたいぜよ」などと話す。声優は、高知県出身の小野大輔が担当している。
- ガールズ&パンツァーの７話で「おりょう」が土佐弁で喋る。
- ザ・ペンギンズ from マダガスカル - ジョーイ(カンガルー)の日本語版は土佐弁で喋る。

ゲーム
- 薄桜鬼真改- 2016年のリーメイク、坂本龍馬役の小野大輔の出身は高知県なので流暢に土佐弁を話す。中岡慎太郎も土佐弁を話す。
- ストリートファイターIII 3rd STRIKE - まことが土佐弁を話す。
- ライブ・ア・ライブ - シナリオの1つの幕末編で「とらわれの男」が使用。
- 幕末恋華 新選組 - 才谷梅太郎が土佐弁を話す。
- VitaminZ - 不破千聖と母親の不破美里が土佐弁を使用。
- 大和彼氏 - 高岡矢太郎が土佐弁を使用。
- ものべの - 舞台が高知県。
- 幕末Rock - 主人公の坂本龍馬が土佐弁（のようなもの）を使用。
- 刀剣乱舞 - 陸奥守吉行が土佐弁を使用。

パチスロ
- 幕末メイドルナイト - 主人公坂本龍華が土佐弁を使用。

人物
- 桑原みずき - 高知市出身のアイドル。公私共に土佐弁を多用する。
- 渡部猛 - NHK大河ドラマ『獅子の時代』で中島信行役と土佐弁の方言指導を行ったことがある。
- 島本須美 - 高知市出身の声優、『お〜い!竜馬』と『海がきこえる』、上記の工藤有希子など、高知県出身か土佐弁を話すキャラクターや高知県を舞台に関連する作品に土佐弁指導や演じていたことがある。
- 小野大輔 - 幕末の元土佐藩士田中光顕と同じ高知県高岡郡佐川町出身の声優。故郷に縁が深く、2010年に高知県観光特使や、2017年に生まれ故郷である地元の佐川町観光大使に任命され、佐川町上町観光音声ガイド（2018年3月 - ）、高知ケーブルテレビのマスコットキャラクターKCBマンや、坂本龍馬の役を演じてバリバリの土佐弁を発揮する。
- アレン (タレント)-整形男子

## その他
- 土佐弁の使いまわしなどについては、高知新聞社刊、「土佐弁さんぽ」に詳しい。